# Paepalanthus leiseringii
Paepalanthus leiseringii är en gräsväxtart som beskrevs av Wilhelm Willy Otto Eugen Ruhland. Paepalanthus leiseringii ingår i släktet Paepalanthus och familjen Eriocaulaceae.

## Underarter
Arten delas in i följande underarter:
- P. l. kleinii
- P. l. leiseringii